# Edgar (Frisur)
Der Edgar (auch Edgar Cut oder Edgar Hair Cut genannt) ist eine Variante des Topfschnitts, bei dem die vordere Haarlinie akkurat in einer geraden Linie geschnitten wird.

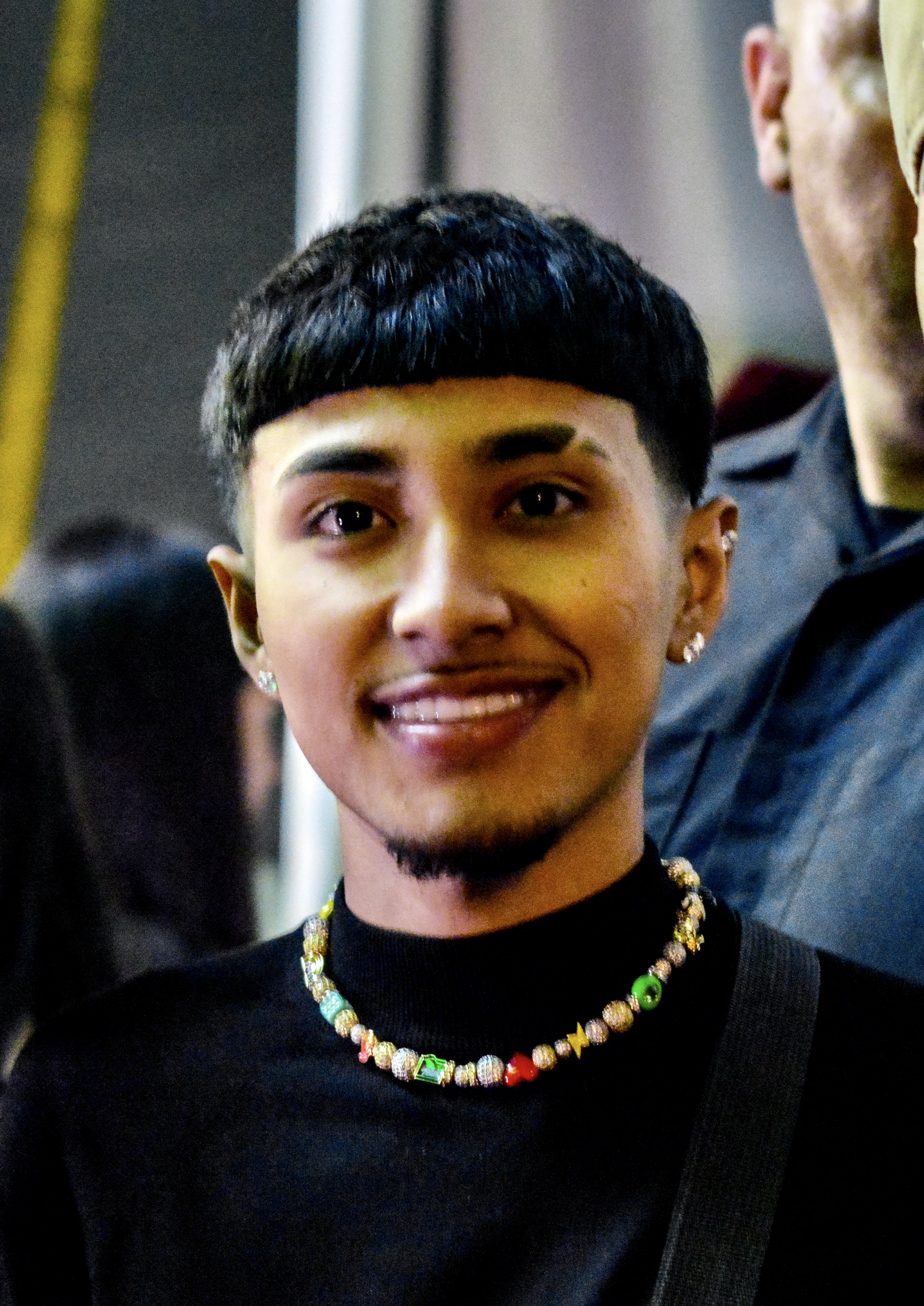
Ein Edgar Cut

## Herkunft
Die Herkunft der Bezeichnung des Haarschnitts als „Edgar“ geht auf den Baseballspieler Edgar Martínez zurück, der früher eine ähnliche Frisur trug. In den frühen 2020er Jahren gewann der Edgar unter den Mitgliedern der Generation Z und den Millennials an Viralität. Die Frisur ist besonders beliebt in an Mexiko grenzende US-Staaten Texas, New Mexico, Arizona und Kalifornien.

## Mediale Rezeption
Die Trendfrisur, die auf TikTok und als Edgar Cut Meme stark polarisiert, wird insbesondere durch den Schweizer Friseur Cheyne Lewin Hofer (auch bekannt als Wizdomblendz) in den Sozialen Medien verbreitet vorrangig auf TikTok, jedoch besitzt er auch einen YouTube-Kanal.